# Jacob Koninck
Pour les articles homonymes, voir Koninck.
Jacob Koninck (Amsterdam, ca. 1615 - entre 1666 et 1708) est un peintre et graveur du Siècle d'or néerlandais.

## Biographie
Jacob Koninck est né à Amsterdam entre 1614 et 1616.
Il est l'élève d'Adriaen van de Velde, un peintre populaire de la cour de Christian V de Danemark[réf. souhaitée], et de David Colijns. Il a probablement aussi été l'élève de Rembrandt,. Dans Rembrandt's etchings: true and false, George Biörklund liste les estampes qui ont été rejetées comme étant des originaux de Rembrandt : il en attribue notamment à Koninck.
Selon le RKD, il est l'oncle de Salomon Koninck et est devenu le maître de son fils Jacob II et de son frère Philips Koninck, qui est devenu davantage connu. Des doutes subsistent cependant sur la nature exacte de la relation familiale entre Salomon et les deux frères
Il a d'abord été actif à Dordrecht de 1633 à 1636, puis s'est installé successivement à Rotterdam et La Haye, où il s'est marié en 1648.
Il rentre à Amsterdam en 1658, date de laquelle on possède les dernières traces de son activité, selon le RKD. Le site Ecartico  (université d'Amsterdam) prétend qu'il a vécu à Copenhague de 1659 à sa mort en 1708.
On ne connaît pas exactement sa date ni son lieu de naissance, mais il pourrait être mort avant le 1er avril 1666, date de l'inventaire à Amsterdam des possessions de sa dernière épouse Susanna Dabenij, présentée comme veuve,. D'autres sources donnent des dates très différentes : après le 3 juin 1690 selon le musée des beaux-arts de Göteborg et le Grove Art Online ; après le 1er février 1708 à Copenhague d'après le site Ecartico ; vers 1708 également selon l'Union List of Artist Names.

## Œuvre et conservation

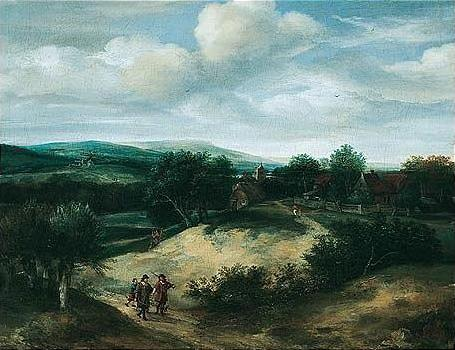
Dune landscape with hunters, 1667

Selon Ecartico et le RKD, il traite des sujets de genre, paysage et de portraits, ainsi que des cartes.
Il a collaboré avec Pieter de With, probablement en réalisant des œuvres d'après ses dessins.
Le musée des beaux-arts de Göteborg possède un tableau de Koninck.
Le Philadelphia Museum of Art possède le tableau Bétail dans un bois.
Le musée de Groningue possède un tableau qui lui est attribué, Paysage rocheux avec rivière.
Le musée Boijmans Van Beuningen possède un tableau de bétail dans un bois et plusieurs dessins de lui : Détail d'une forêt, Paysage montagneux avec forêt et rivière et Route avec des arbres le long de l'eau.